# Комисия по досиетата
Комисия по досиетата (официално име Комисия за разкриване на документите и за обявяване на принадлежност на български граждани към Държавна сигурност и разузнавателните служби на Българската народна армия – КРДОПБГДСРСБНА) е независим държавен орган, създаден със специален закон в края на 2006 г. Тя осъществява държавната политика за разкриването, обявяването и съхраняването на документите на Държавна сигурност и разузнавателните служби на Българската народна армия.

## История
По време на прехода на България към демокрация въпросът за отношението към бившата Държавна сигурност и съответно за достъпа до архивите ѝ е един от най-спорните. Опозицията поставя въпроса на Кръглата маса, но без успех. В същото време са предприети тайни действия по прочистването на архивите, които остават неразкрити. Законодателни стъпки по регламентиране на достъпа до архивите се предприемат още от VII велико народно събрание, но те стигат само до сформиране на парламентарна комисия, оглавена от Георги Тамбуев. Преди тя да представи доклада си през април 1991 г. във в. „Факс“ е публикуван списък с 33 имена на народни представители под заглавието „Списък на доносниците във ВНС“.
През 1992 г. е образувано дело за унищожаването на архиви на ДС. О.з.генерал Атанас Семерджиев и о.з. генерал Нанка Серкеджиева са обвинени за унищожаването на 144 235 досиета на бившата ДС.
През 1994 г. парламентът приема решение, че документите на Държавна сигурност не представляват държавна тайна, но от него няма директни последици, защото липсва процедура за достъп, а и архивите са разпръснати: голяма част продължава да се съхранява в МВР, а друга – в сформираните след 1989 г. нови специални служби.
Първи опит за реално отваряне на досиета е направен след политическата криза през 1997 г., когато парламентът приема „Декларация за национално спасение“ и Закон за достъп до документите на бившата ДС, с който създава комисия, оглавена от министъра на вътрешните работи Богомил Бонев. Изготвен е списък с 93 имена на сътрудници на ДС, но в парламента са обявени само 23 след решение на Конституционния съд.
Втори опит е направен през 2001 г., когато законът от 1997 г. претърпява значителни поправки и за първи път в него е включено и разкриването на сътрудниците на Разузнавателното управление на Генералния щаб на Българската народна армия. Създадена е нова комисия, оглавена от Методи Андреев (СДС), в която всяка от парламентарно представените политически партии има свой представител. След идването на правителството на Симеон Сакскобургготски обаче дейността на комисията е затруднена от министъра на вътрешните работи Георги Петканов. През април 2002 г. е приет Закон за защита на класифицираната информация, който отменя предходния закон за достъп до архивите на ДС и дейността на комисията е прекратена. В новия закон документите на ДС са обявени за класифицирана информация, но въпреки че са предвидени разпоредби за декласификация (разсекретяване), нито една специална служба не разсекретява архиви на ДС.
През лятото на 2006 г. след решението на министъра на вътрешните работи Румен Петков да се разсекретят подбрани досиета и избухналия скандал, е постигнат политически консенсус за отварянето на архивите. Лидерите на тройната коалиция Симеон Сакскобургготски, Ахмед Доган и Сергей Станишев са принудени да приемат политическо решение и през декември 2006 г., броени дни преди приемането на България в Европейския съюз, е приет Закон за достъп и разкриване на документите и за обявяване на принадлежност на български граждани към Държавна сигурност и разузнавателните служби на Българската народна армия, който има най-широко поле на приложение от всички предходни, като включва оповестяването на сътрудниците на ДС не само в изпълнителната, законодателната и съдебната власт, но също така и в медиите и редица други обществени сектори.
През 2007 г. парламентът избира нова комисия с председател Евтим Костадинов, депутат от БСП. Една от най-важните разпоредби в новия закон е под контрола на новата комисия да бъдат предадени архивите на тоталитарните комунистически служби от всички държавни институции и служби. Комисията успява в кратки срокове да изгради Централизиран архив в Банкя, който започва работа през февруари 2011 г.

## Дейност
В правомощията на комисията е да установява и обявява принадлежност на български граждани към органите на бившата ДС и разузнавателните служби на БНА. Установяването на принадлежност е задължително за следните категории лица:
- регистрирани от избирателните комисии за участие в избори за президент и вицепрезидент, народни представители в Народното събрание и в Европейския парламент, кметове и общински съветници;
- заемали или заемащи публични длъжности, както и извършвали или извършващи публични дейности от 10 ноември 1989 г. до извършването на проверката;
- новоназначени или новоизбрани лица на публична длъжност или които участват в процедура за заемане на публична длъжност;
- лица, които са посочени като длъжници или са били членове на управителен или контролен орган на предприятие, посочено като длъжник в бюлетина по чл. 3, ал. 2 от Закона за информация относно необслужвани кредити, както и физически лица, еднолични търговци, членове на управителни, контролни и надзорни органи на търговски дружества, на политически партии и на неперсонифицирани правни субекти по чл. 62, ал. 12 от Закона за кредитните институции

Комисията се отчита пред Народното събрание с доклад на всеки шест месеца.
Комисията публикува периодично издания, сред които най-подробни подборки документи се съдържат в сборниците „Из архивите на ДС“.
Всеки гражданин има право на достъп до информацията, събирана за него или за неговите починали съпруг/а или роднини по права линия и на достъп до съответните документи за научноизследователска, публицистична и проучвателна дейност по реда на Закона за достъп до обществена информация.

## Противоречия
Според анализ на МВР от 1994 г. около 40 процента от архивите на ДС са прочистени по заповед на ген. Семерджиев от 29 януари 1990 г., като специално за работните дела на агентите (агентурни донесения) това касае 75% от случаите Поради това е трудно да се установи пълната дейност на разкритите сътрудници и Комисията много често установява само, че са налични картони за съответния сътрудник и данни в регистъра, което надлежно обявява според буквата на закона. Тази непълнота, както и възможността за различни интерпретации на наличните материали водят до редица разгорещени публични обсъждания, обикновено след обявяването на принадлежност на известни публични личности, например Георги Първанов (2007), Жан Виденов (2007), Стоян Сталев (2008), Юлия Кръстева (2018) и др. Например Стоян Сталев атакува решението на Комисията пред Конституционния съд с аргумента, че липсват собственоръчно подписани документи, но съдът отхвърля иска, като се позовава на мащабното прочистване на архивите през 1990 г.
Законовата уредба не поставя задължение пред Комисията да интерпретира материалите, нито да отчита политиката на тогавашния режим към българите зад граница. Според Христов ДС разделя много ясно българите в чужбина на две категории: лоялни към БКП и изменници на родината, причислявани към т. нар. „вражеска емиграция“.
За лоялните тоталитарният режим не прилага рестрикции (те могат безпрепятствено да се връщат в НРБ, близките им сравнително лесно пътуват в чужбина и т.н. Лоялните режимът може да използва явно в прокарване на своята политика, а ДС ги използва неявно, като ги вербува и постига онези цели, които не могат да се осъществят по легален път).
Напротив, за представителите на „вражеската“ емиграция е немислимо да се върнат в НРБ, тъй като след оставането им на Запад срещу тях веднага се изфабрикуват задочни присъди (например Георги Марков е осъден задочно на 6 години и 6 месеца затвор). Техните близки в България са подложени на тормоз, а събирането на семейства е немислимо. Ако тези „изменници на Родината“ са публични фигури, режимът публично ги заклеймява като предатели.